# Wola Czołnowska (gmina)
Wola Czołnowska (1867-1877 i od 1933 Baranów nad Wieprzem) – dawna gmina wiejska w woj. lubelskim. Siedzibą władz gminy była Wola Czołnowska, a następnie Baranów nad Wieprzem.
Jednostka powstała za Królestwa Polskiego pod nazwą gmina Baranów i należała do powiatu nowoaleksandryjskiego w guberni lubelskiej; 19 maja?/31 maja 1870 przyłączono do niej pozbawiony praw miejskich Baranów. W 1877 roku gmina została przemianowana na gmina Wola Czołnowska w związku z przeniesieniem urzędu gminnego.
W okresie międzywojennym gmina należała do powiatu puławskiego w woj. lubelskim.
2 stycznia 1933 nazwę gminy zmieniono z powrotem na gmina Baranów nad Wieprzem.